# Queer teológia
A queer teológia egy teológiai módszer, amely abból feltevésből indul ki, hogy a gender non-konformitás, a meleg és leszbikus vágyak mindig is jelen voltak a történelemben, ebbe beleértve a Bibliát is. A queerelmélet filozófiai megközelítéséből kialakult teológia olyan tudósok munkáira épít, mint Michel Foucault, Gayle Rubin, Eve Kosofsky Sedgwick, és Judith Butler. Korábban meleg és leszbikus teológiát különböztetett meg a tudomány, később a több mindenkit magába foglaló queer teológia kifejezés használata terjedt el.

## A queer teológia jelentése
A queer kifejezésnek a queerelméletben három jelentése van: egyrészt gyűjtőfogalom, másrészt valaminek a megszegése, harmadrészt a határok eltörlése. Ha a queernek ebből a háromféle jelentéséből indulunk ki, akkor a queer teológiát úgy lehet értelmezni, mint: 
1. Teológia, amit LMBTQI (leszbikus, meleg, biszexuális, transznemű, queer, interszexuális) emberek hoznak létre LMBTQI embereknek szem előtt tartva speciális igényeiket.
2. Teológia, amely szándékosan ellenáll a társadalmi, és kulturális normáknak a nemek és szexualitás terén. Arra törekszik, hogy az elrejtett hangokat, és az elrejtett szempontokat felfedezze, ez pedig lehetővé teszi, hogy a teológia új megvilágításban tűnjön fel.
3. Teológia, ami eltörli, újrarendezi, dekonstruálja a határokat, különös tekintettel a szexuális és nemi identitásra.

A queer teológia befogadja az egyének különböző szexuális és nemi identitását, valamint lehetővé teszi, hogy az LMBTQ közösség visszanyerje helyét a kereszténységben. Jennifer Purvis szerint a "queer" nem csak a társadalmi nemek és a nem heteroszexuális szexualitások sokféleségét jelenti, hanem az ellenállás egy formája, kritikus hozzáállás, különböző technikák és módszerek gyűjteménye. Ily módon a queer teológia arra szólít fel minket, hogy a tudott, szabályrendszerekbe foglalt, mások által elénk tolt dolgok mögé nézzünk. Arra kér minket, hogy tegyük újra magunkévá a megismerés queer módját.
A kifejezés az 1990-es évekig vezethető vissza, ekkoriban J. Michael Clark a "feministabarát meleg teológia" kifejezést javasolta, Robert Goss pedig a "queer teológia" kifejezést használta.

## Teológusok

### Hugh William Montefiore véleménye a fiatal Jézusról
Egy tanulmányban, amit 1967-ben a Modern Churchmen konferencia keretében olvastak fel, és amelynek címe: "Jesus, the Revelation of God", azaz "Jézus, az Isten kinyilatkoztatása", Hugh William Montefiore a fiatal Jézus egy vitatott értelmezésével áll elő. Jézus kb. harminc éves koráig nem volt tisztában messiási hivatásával, ezért, állítja Montefiore, Jézus hivatása nem magyarázza meg cölibátusát. Eltekintve az Esszénusoktól, a cölibátus nem volt általános gyakorlat a zsidóság körében. Montefiore szerint lehet, hogy érdemes egy nem vallásos okban keresni Jézus cölibátusának okát.
A férfiak általában három okból nem házasodnak: vagy azért, mert nem engedhetik meg maguknak, vagy azért, mert nincsenek olyan lányok, akiket elvenne feleségül (ezek közül egyik tényező sem kellett, hogy elriassza Jézust); vagy azért, mert a hivatásuk ezt nem teszi lehetővé (ezt már kizártuk Jézus "rejtett évei" alatt); vagy azért, mert homoszexuálisok, és így nem vonzódnak a nők iránt. A homoszexuális magyarázatot nem szabad figyelmen kívül hagynunk.
Montefiore érvelése szerint Jézus homoszexualitását megerősíti a szegényekkel, és az elnyomottakkal való azonosulása.
A szinoptikus evangéliumok Jézust úgy mutatják be, mint aki szoros kapcsolatot ápol az 'outsiderekkel' (kívülállókkal), és azokkal, akiket senki sem szeret. Adószedők és bűnösök, prostituáltak és bűnözők az ismerősei, a társasága. Ha Jézus homoszexuális volna (és ez volna a valódi magyarázata nőtlen állapotának), akkor ez további bizonyíték lenne arra nézvést, hogy Isten azonosul azokkal, akiket az "Intézmény", és társadalmi konvenciók hívei kitaszítanak.

### Marcella Althaus-Reid
A queer teológia egyik szövetségese Marcella Althaus-Reid, aki a Latin-Amerikai felszabadítás teológia bibliaértelmezését kiindulópontként véve úgy látja, hogy a Biblia a nők, a queer emberek és a szexualitás pozitív történetét beszéli el. Olyan teológiát indítványoz, ami a marginalizált emberekről szól, ebbe beleértve a szegénységben élőket, és a queer embereket. Althaus-Reid szerint a teológiának a testünkhöz és a tapasztalatainkhoz kellene kapcsolódnia.

Ezt így fogalmazta meg:

„Az Illetlen Szexualitások Teológiái ... mindaddig hatékonyak lehetnek, amíg a mértéktelenség felélesztéséről van szó környezeteinkben, a vággyal teli, teológiai és politikai vélemények átlépéseinek szenvedélyes rendszerezéséről. Vággyal telített életünk mértéktelenségeiről: mert vágyunk az ételre, vágyunk megérinteni a másik testét, szeretetre, és szerelemre, Istenre vágyunk... Csak egy gazdaságilag és szexuálisan igazságos világ iránti vágyban, ahol nem egymás alárendeltjei vagyunk, történhet meg a találkozás az istenivel. Ez a találkozás a vágyak azon kereszteződéseinél jön létre, ahol az ember el meri hagyni a heteroszexualitás mindenre kiterjedő, ideologikus rendjét, normáját. Ez találkozás az illetlenséggel, Isten és a kereszténység illetlenségével.”

A The Queer God (A queer Isten) (Routledge, 2003) könyvében teológiájának egyik témája a meleg szórakozóhelyek szentsége. Az élénk, lüktető hitélet, és a szexuális vágy találkozási pontját, és ezeknek eredendően nem ellentmondásos voltát vizsgálja. A másságra, idegenségre és a vágyra a bibliai szövegekben Althaus-Reid egyik példája a héber Jeremiás 2,23-25:

„mint a pusztához szokott vadszamár, mely érzéki kívánságában levegő után kapkod. Ki tudná megfékezni gerjedelmét? ...Hiába, nem lehet, mert idegeneket szeretek és utánuk járok.”

### John J. McNeill
John J. McNeill egy felvállaltan meleg jezsuita pap volt, a queer teológia elkötelezett támogatója. Munkája középpontjában egy új, átalakuló keresztény struktúra áll, amely valóban befogadó a meleg és leszbikus keresztényekkel szemben. Kiemeli annak fontosságát, hogy milyen nagy utat tett meg a keresztény mentalitás a homoszexualitásról való gondolkodásában, de úgy véli, még mindig hosszú az út. McNeill azzal érvel, hogy nem elég az elfogadás, hanem olyan közösségi egyház felé kell törekedni, amely lehetővé teszi meleg, és leszbikus keresztények spirituális, és erkölcsi gazdagodását. Ez a befogadás azáltal érhető el, hogy nemcsak kapcsolatot építünk meleg és leszbikus keresztényekkel, és nem csak azt tesszük lehetővé, hogy egy befogadó közösségben részt vegyenek, hanem azt is, hogy vezető tisztségeket töltsenek be az egyházaknál.
A homoszexuálisoknak az egyházon belül kötelességük párbeszédet kezdeményezni az egyházi vezetőkkel. Az egyházi vezetőknek viszont példát kell mutatniuk a homoszexuális kisebbséggel szembeni egyenlő bánásmóddal, és azzal, hogy meghallgatják őket, párbeszédbe elegyednek, és keresik a módját, hogy megoldják, ha bármi igazságtalanságra derül fény a párbeszéd során. Csak egy ilyen párbeszéd segítségével lehetséges, hogy elkezdődjön az a folyamat, ami a keresztény hit és erkölcs valódi követelményeit elválasztja a múltban megtörtént félreértésektől és előítéletektől.
McNeill a The Church and the Homosexual  (Beacon Press, 1976) c. könyvében három különböző szempontból taglalja a queer teológiát: a homoszexualitás, illetve a katolikus hagyomány kapcsolatának történetét veszi szemügyre, a homoszexualitás helyét keresi egy átstrukturált, hagyományos erkölcsteológiában, valamint azokat a változásokat elemzi, amelyek szükségesek a modern keresztény egyházban ahhoz, hogy a meleg, és leszbikus keresztények hite gyarapodhasson.

## Külső hivatkozások
- Feministakvír teológiai blog
- Tükör által blog
- Felszabtér blog (A queer teológiához szorosan kapcsolódó felszabadítási teológia irányzattal foglalkozik.)

## További olvasnivaló
- Althaus-Reid, Marcella (2000). Indecent Theology: Theological perversions in sex, gender and politics. ISBN 0415236045.
- Althaus-Reid, Marcella (2003). The Queer God. ISBN 041532324X.
- Clark, John Michael. Defying the Darkness: Gay Theology in the Shadows. Pilgrim Press (1997). ISBN 9780829811636
- Cornwall, Susannah. Controversies in Queer Theology, Controversies in contextual theology series. Hymns Ancient and Modern Ltd (2011). ISBN 9780334043553
- Hedges, Paul.szerk.: David Cheetham: Guanyin, Queer Theology, and Subversive Religiosity: an experiment in interreligious theology, Interreligious Hermeneutics in Pluralistic Europe: Between Texts and People. Rodopi, 203–230. o. (2011)
- Loughlin, Gerard. szerk. (2009). Queer Theology: Rethinking the Western Body. John Wiley & Sons. ISBN 9780470766262.
- Johnson, Jay Emerson. Peculiar Faith: Queer Theology for Christian Witness. Church Publishing, Inc (2014). ISBN 9781596272514